# Standortagentur Tirol
Die Standortagentur Tirol GmbH (vormals: Tiroler Zukunftsstiftung) ist eine Einrichtung des Landes Tirol mit dem gesetzlichen Auftrag, den Wirtschafts- und Wissenschaftsstandort Tirol zu stärken.

## Geschichte
Die Tiroler Zukunftsstiftung (TZ) wurde 1997 als öffentlich-rechtlicher Fonds (Stiftung einer Gebietskörperschaft) mit dem Tiroler Landesgesetz vom 8. Oktober 1997 über die Errichtung der Tiroler Zukunftsstiftung (LGBl. Nr. 88/1997) gegründet.
In seiner Einschau 2000 bemängelte das Landeskontrollamt (LKA, heute Landesrechnungshof LRH) den langen Entscheidungsfindungsprozess zu Förderungen wegen der großen Anzahl der Organe (Zukunftsrat, Beirat, Monitoringgruppe,  Konditionen-  und  Wirtschaftlichkeitsgutachter), die mangelnde Abgrenzung zu den anderen Förderinstrumenten des Landes (beispielsweise zu den Abteilungen Wirtschaftsförderung und Wirtschaftspolitische Koordinationsstelle im Amt der Tiroler Landesregierung, zum Tiroler Wirtschaftsförderungsfonds, zur Tiroler Unternehmensbeteiligungsgesellschaft (TUB), zur Tech Tirol Technologietransfer und  Standortmarketing oder zu einzelnen Organisationen der Wirtschaftskammer Tirol), sowie Unklarheiten bei konkreten Förderungen.
2001 wurden mit einer Novelle des Gesetzes Aufgaben, strategische Leitlinien und Förderungsrichtlinien, die Tragung des Personal- und Sachaufwandes, die Organe und deren Aufgaben, die Bestellung und Aufgaben der Geschäftsführung und die Aufsicht grundlegend novelliert (LGBl. Nr. 59/2001).
In der Nachprüfung des Landesrechnungshofs 2003 wurde kritisiert, dass nicht, wie ursprünglich vorgesehen, die „dem Land Tirol zufließenden Gewinnausschüttungen aus Beteiligungen sowie Haftungsprämien“ (§ 2 lit. a leg.cit. i. d. F. 1997; etwa aus TIWAG, Hypo Tirol usf.) vollständig an die Zukunftsstiftung weitergereicht worden waren. Deshalb wurde das Gesetz 2005 neuerlich novelliert, und die Ausstattung des Fonds auf die „Maßgabe der im Landesvoranschlag hiefür jeweils vorgesehenen  Mittel“ (§ 2 lit. a leg.cit.) eingeschränkt (LGBl. Nr. 93/2005), sodass das Land freier über seine Mittel verfügen kann.
Seit 2011 firmiert die Institution als Standortagentur Tirol, mit der seit 2012 bestehenden Standortagentur Tirol Management GmbH als operative Geschäftsstelle.
2014 wurde die Wirtschafts- und Standortförderung noch einmal in Richtung einfacherer Förderverfahren umorganisiert.  Mit 2. März 2019 wurde der öffentlich-rechtliche Fonds Tiroler Zukunftsstiftung kraft Bundesgesetzblatt I Nr. 88/2018 formwechselnd und identitätswahrend in die Standortagentur Tirol GmbH umgewandelt. Die Standortagentur Tirol GmbH tritt somit kraft Gesetzes in die Rechtsstellung der Tiroler Zukunftsstiftung ein und führt sämtliche Vereinbarungen und geschäftlichen Beziehungen unverändert fort. Die Standortagentur Tirol GmbH steht zu 100 % im Eigentum der Lebensraum Tirol 4.0 GmbH, deren Alleingesellschafterin das Land Tirol ist.

## Organisation und Finanzierung
Träger des Fonds ist zu 100 % das Land Tirol. Die Standortagentur Tirol arbeitet auf Basis des Tiroler Landesgesetzes vom 8. Oktober 1997 über die Errichtung der Tiroler Zukunftsstiftung.
Die Organe der Tiroler Zukunftsstiftung sind (§ 7 leg.cit.):
- das Kuratorium – fünfköpfig, Vorsitzende derzeit Patrizia Zoller-Frischauf (Landesrat für Wirtschaft)[10]
- der Geschäftsführer – derzeit Marcus Hofer[10]

Das jährliche Fördervolumen, das über die Agentur abgewickelt wird, beträgt etwa 7 Mio. Euro, davon über 3 Mio. als direkte Förderungen.

## Aufgaben
Als Standortentwicklungsagentur des Landes Tirol kümmert sich die Standortagentur Tirol um die Gründung, Ansiedlung und Entwicklung von Unternehmen am Wirtschaftsstandort Tirol und unterstützt Forschungseinrichtungen. Branchenmäßig konzentriert sich die Standortagentur Tirol auf die Bereiche Alpine Technologien, Mechatronik & Informationstechnologie und Gesundheit. Auch ausländischen Unternehmen, welche sich in  Tirol ansiedeln möchten, steht die Standortagentur Tirol als Serviceeinrichtung zur Seite.

### Dienstleistung und Cluster
Die Standortagentur Tirol fungiert als Dienstleister der heimischen Wirtschaft und Wissenschaft rund um die Themen Forschung, Technologie, Innovation und Kooperation. Verstärkte Zusammenarbeit der Unternehmen und Forschungseinrichtungen in Technologie- und Innovationsprojekten motiviert und unterstützt sie unter anderem in eigenen Clustern. Diese Cluster sind in Tirol in den Stärkefeldern Erneuerbare Energien, Informationstechnologien, Life Sciences, Mechatronik und Wellness in Sektoren etabliert. Bei der vernetzten Arbeit in den Clustern profitieren die Unternehmen vom Know-how spezialisierter Partner sowie der heimischen Forschungseinrichtungen. Diese beschleunigen in den Clustern den Transfer ihrer Technologien in die Wirtschaft.
Des Weiteren berät und begleitet die Standortagentur Tirol sämtliche Tiroler Unternehmen und Forschungseinrichtungen bei der Nutzung von Forschungs-, Technologie- und Innovationsprogrammen der öffentlichen Hand – konkret des Landes Tirol, des Bundes sowie der Europäischen Union.

### Ansiedlungsberatung
Die Standortagentur Tirol unterstützt alle Unternehmen und Forschungseinrichtungen aus dem In- und Ausland, die sich am Standort Tirol ansiedeln beziehungsweise am Standort gründen möchten oder in Tirol spezialisierte Partner aus Wirtschaft und Wissenschaft für die Entwicklung von Innovationen suchen.

### Standortmarketing
Die Standortagentur Tirol betreibt das internationale Marketing für den Wirtschafts- und Wissenschaftsstandort Tirol, um in Märkten weltweit auf die Leistungen der Tiroler Wirtschaft und Wissenschaft aufmerksam zu machen und die besten Unternehmer und Forscher aus dem In- und Ausland für den Standort zu gewinnen. Auftritte organisiert sie in enger Kooperation mit Tiroler Unternehmen, Universitäten und Fachhochschulen, sämtlichen Partnern der Tiroler Cluster sowie der Tirol Werbung.